# Summertime – The Best of George Gershwin
Summertime – The Best of George Gershwin – album nagrany przez polską orkiestrę Big Warsaw Band, którą dyrygował jej założyciel Stanisław Fiałkowski. Na płycie zarejestrowano popularne melodie skomponowane przez George’a Gerhwina, do słów jego brata Iry Gershwina (z wyjątkiem opisanych w liście utworów). Wokalistami byli znani polscy piosenkarze i piosenkarki. Nagrań dokonano we wrześniu 1987 w studiu Rozgłośni Polskiego Radia w Opolu.
Winylowy LP ukazał się w 1988 nakładem wytwórni Wifon z numerem katalogowym LP 129.

## Muzycy
- Ewa Bem – śpiew
- Danuta Błażejczyk – śpiew
- Krystyna Prońko – śpiew
- Elżbieta Wojnowska – śpiew
- VOX – śpiew
- Andrzej Zaucha – śpiew

- Big Warsaw Band

soliści:
- Mieczysław Pawelec – trąbka (solo w „An American in Paris”)
- Zbigniew Konopczyński – puzon (solo w „An American in Paris”)
- Janusz Kowalski – saksofon tenorowy (solo w „Nice Work if You Can Get It”, „The Man I Love”, „Fascinating Rhythm”, „I Got Rhythm”)
- Andrzej Antolak – saksofon tenorowy (solo w „’s Wonderful”)
- Zbigniew Brzyszcz – saksofon altowy (solo w „Embraceable You”, „I Love Porgy”)
- Jacek Borkowski – syntezator (solo w „I Got Rhythm”)
- Marek Piaskowski – gitara akustyczna (solo w „Summertime”)

## Lista utworów
Strona A
| 1. | „An American in Paris” Big Warsaw Band (arr. Janusz Zabiegliński)                     |  |
|    |                                                                                       |  |
| 2. | „Nice Work if You Can Get It” Danuta Błażejczyk (arr. Andrzej Kloś, sł. Ira Gershwin) |  |
|    |                                                                                       |  |
| 3. | „The Man I Love” Elżbieta Wojnowska (arr. Janusz Zabiegliński, sł. Ira Gershwin)      |  |
|    |                                                                                       |  |
| 4. | „Oh, Lady Be Good” VOX (arr. Stanisław Fiałkowski, sł. Ira Gershwin)                  |  |
|    |                                                                                       |  |
| 5. | „’s Wonderful” Andrzej Zaucha (arr. Andrzej Jagodziński, sł. Ira Gershwin)            |  |
|    |                                                                                       |  |
Strona B
| 1. | „Fascinating Rhythm” Big Warsaw Band (arr. Jan Ptaszyn Wróblewski, muz. George Gershwin)   |  |
|    |                                                                                            |  |
| 2. | „Embraceable You” VOX (arr. Stanisław Fialkowski, sł. Ira Gershwin)                        |  |
|    |                                                                                            |  |
| 3. | „I Love Porgy” Danuta Błażejczyk (arr. Marek Stefankiewicz, sł. DuBose Heyward)            |  |
|    |                                                                                            |  |
| 4. | „I Got Rhythm” Ewa Bem (arr. Andrzej Kloś, sł. Ira Gershwin)                               |  |
|    |                                                                                            |  |
| 5. | „Summertime” Krystyna Prońko (arr. Stanisław Fiałkowski, sł. Ira Gershwin, DuBose Heyward) |  |
|    |                                                                                            |  |

## Informacje uzupełniające
- Realizacja nagrań – Władysław Gawroński
- Kierownik produkcji – Bogdan Ciok
- Projekt graficzny okładki – Anna Helena Socha